# (52292) Kamdzhalov
(52292) Kamdzhalov ist ein Asteroid des äußeren Hauptgürtels, der von den deutschen Astronomen Lutz D. Schmadel und Freimut Börngen am 12. Oktober 1990 am Observatorium Tautenburg (IAU-Code 033) im Thüringer Tautenburger Wald entdeckt wurde.
Der Asteroid gehört zur Eos-Familie, einer Gruppe von Asteroiden, welche typischerweise große Halbachsen von 2,95 bis 3,1 AE aufweisen, nach innen begrenzt von der Kirkwoodlücke der 7:3-Resonanz mit Jupiter, sowie Bahnneigungen zwischen 8° und 12°. Die Gruppe ist nach dem Asteroiden (221) Eos benannt. Es wird vermutet, dass die Familie vor mehr als einer Milliarde Jahren durch eine Kollision entstanden ist.
Die zeitlosen (nichtoskulierenden) Bahnelemente von (52292) Kamdzhalov sind fast identisch mit denjenigen von 16 weiteren Asteroiden, zum Beispiel (45552) 2000 CQ47, (46997) 1998 TL29 und (97483) 2000 CU64.
Die Bahn des Asteroiden wurde 2003 gesichert, so dass eine Nummerierung vergeben werden konnte. (52292) Kamdzhalov wurde am 16. März 2014 auf Vorschlag des Heidelberger Astrophysikers Joachim Wambsganß von Lutz D. Schmadel nach dem bulgarischen Dirigenten und Musiker Jordan Kamdschalow benannt, der Generalmusikdirektor des Theaters und Orchesters Heidelberg war. Die offizielle Ernennungsurkunde wurde Jordan Kamdschalow vom Zentrum für Astronomie der Universität Heidelberg, dessen Direktor Joachim Wambsganß ist, überreicht. Kamdzhalov ist die englischsprachige Transkription seines Familiennamens.